# Roswitha Mroczynski
Roswitha Mroczynski född 29 juni 1963 i Västberlin är en före detta handbollsspelare från Tyskland. Hon spelade som linjespelare.

## Karriär
Roswitha Mroczynski spelade först för TSV GutsMuths Berlin. 1981 spelade hon i representationslaget i klubben. 23 april 1983 fick hon hedersnål i guld av Berlins handbollsförbund.Hon spelar kvar i GutdMuths Berlin till 1991 då hon börjar representera TSV Tempelhof-Mariendorf. 1992-1993 spelade hon för TSC Berlin men det blir bara någon match sen avslutar hon sin karriär. 1983 spelade hon för Västtyskland i ungdoms VM. Roswitha Mroczynski spelade också i Tysklands damlandslag i handboll. Hon deltog i olympiska sommarspelen 1984 i Los Angeles. Hon är sedan inte med i fler mästerskap för Tyskland.